# Burqa
Pour les articles homonymes, voir Burka.
Cet article concerne l'habillage de certaines femmes musulmanes. Pour le manteau traditionnel originaire du Caucase, voir bourka.

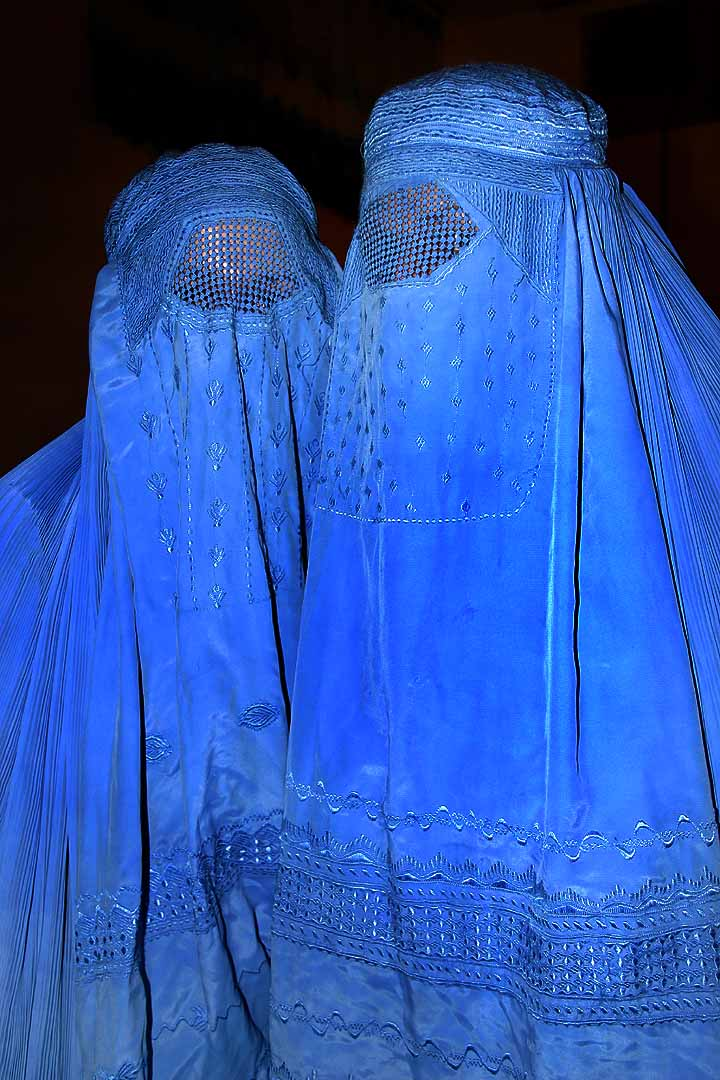
Deux femmes afghanes portant le tchadri ou burqa.

La burqa, burka, burqua (/byʁka/), ou bourka (/buʁka/ ; de l'arabe : بُرْقُع (burquʕ), /bur.quʕ/), est un voile intégral d'origine afghane porté par les femmes principalement en Afghanistan, au Pakistan, en Inde et au Bangladesh.
Selon les pays, le port de la burqa est soit un choix personnel, soit une obligation stricte, soit interdit comme en France. Cette tenue vestimentaire est essentiellement portée dans les pays de religion musulmane. Les spécialistes de l'Islam sont en désaccord sur les liens entre le Coran et la burqa. Une partie d'entre eux soulignent que le Coran n'impose aucune tenue vestimentaire particulière, mais plutôt d'être vêtu de façon modeste.
En France, le mot a été utilisé improprement par des politiques et journalistes au cours du débat sur la légalité du port du voile intégral islamique, le niqab, comme synonyme de ce dernier. Le niqab laisse les yeux visibles alors que la burqa moderne intègre une grille ou un voile léger destiné à masquer le regard. Cette burqua moderne est une invention récente qui a été imposée par les talibans en Afghanistan dans les années 1990 et qui s'est ensuite répandue parmi les mouvements salafistes les plus radicaux,.

## Origine et diffusion

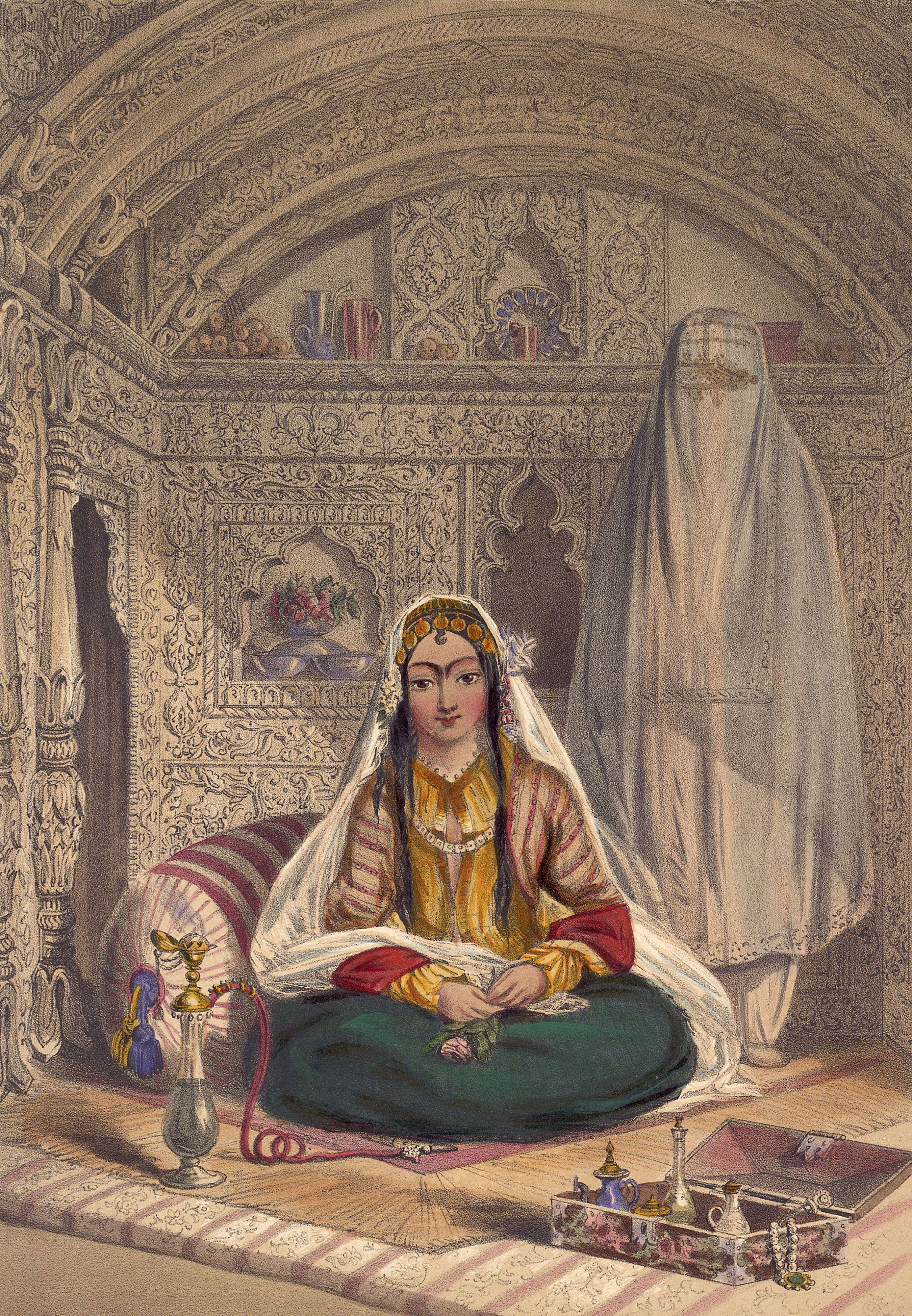
En arrière-plan, une femme afghane porte une burqa. 1842.

### Port de la burqa
À l'origine, la burqa n'avait pas le sens qu'on lui donne aujourd'hui. Par exemple, le tchadri, le vêtement traditionnel des femmes en Afghanistan, est au sens littéraire une burqa. Le tchadri, mot persan et synonyme de burqa, ne couvre pas le bas du pantalon des femmes et il est adapté pour que les femmes puissent sortir leurs bras pour faire le marché, par exemple. Les mains sont visibles. Certains types de tchadri sont même ouverts par devant, légèrement en dessous de la taille, laissant paraître robe et pantalon.
La burqa intégrale, à couverture totale (nouvelle version), selon le spécialiste de l'Islam et politologue français Olivier Roy, est une invention récente du mouvement intégriste salafiste dans les pays du Golfe et au Pakistan. Avec ce vêtement qui date des années 1980, l'enfermement de la femme est plus total qu'avec un tchadri puisqu'il s'accompagne de gants pour cacher les mains et que même les pieds sont dissimulés.
Ce voile intégral accentue ainsi violemment la tradition séculaire du purdah. Le philosophe Abdennour Bidar juge que le port de la burqa outrepasse largement cette tradition, laquelle ne se fonde sur aucune prescription coranique, lui préférant pour sa part le voile laissant à découvert le visage, voire l’absence de tout voile et l’intériorité de la pratique religieuse.

### Interdictions

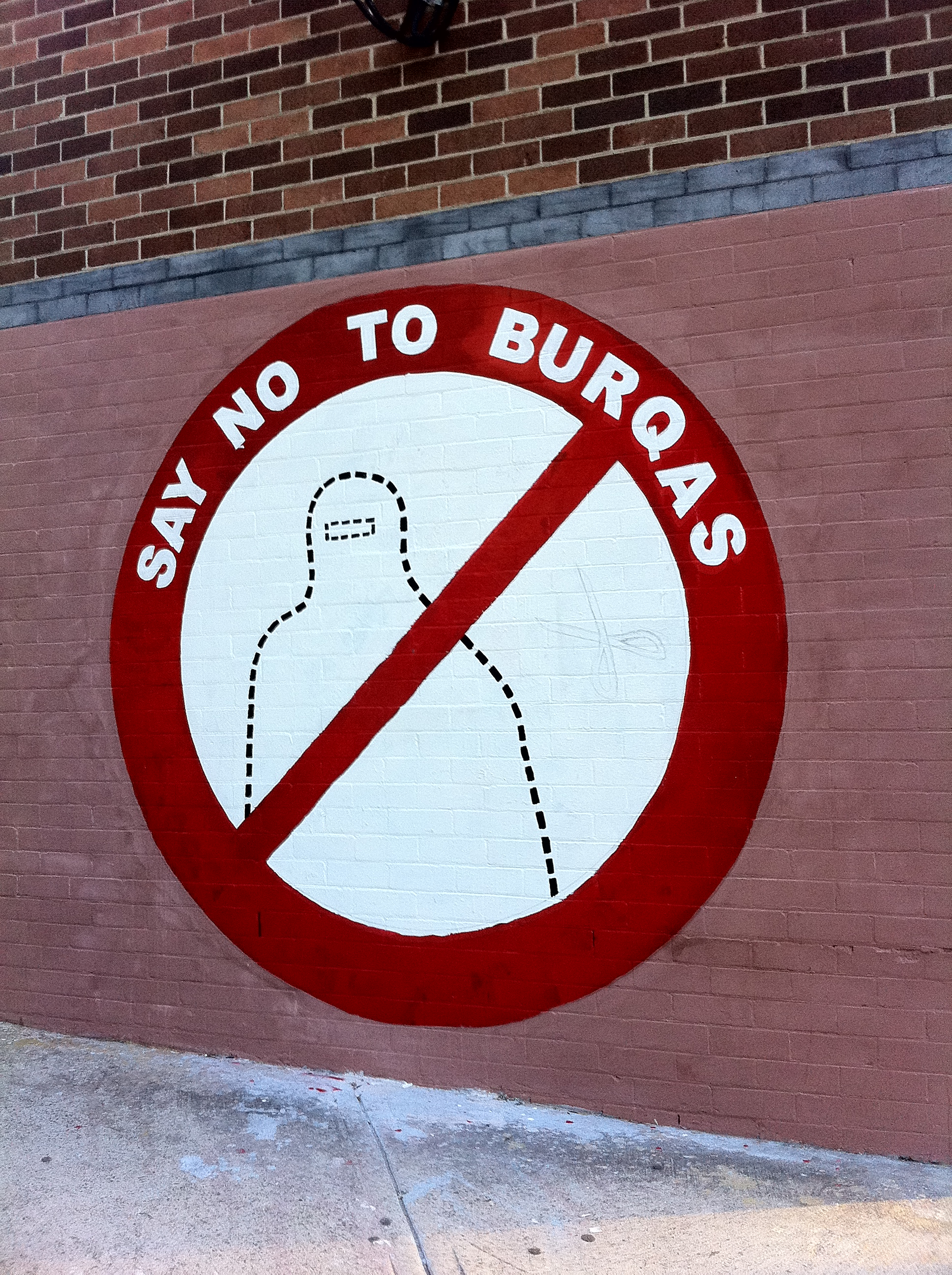
Panneau contre le port de la burqa, Newtown en Nouvelle-Galles du Sud, 2010.

Pays interdisant la burqa dans le monde (2025).
Interdit national – les pays interdisent des voiles intégraux.
Interdit local – certaines villes ou régions interdisent des voiles intégraux.
Interdiction de vente et de fabrication.
Interdit partiel – le gouvernement interdit les voiles intégraux dans certains endroits.

Pays interdisant la burqa en Europe (2025).
Interdit national – les pays interdisent des voiles intégraux.
Interdit local – certaines villes ou régions interdisent des voiles intégraux.
Interdit partiel – le gouvernement interdit les voiles intégraux dans certains endroits.

| De 2011 à aujourd'hui | De 2011 à aujourd'hui |
| --------------------- | --- |
| 2011                  | France (11 avril) Belgique (23 juillet) |
| 2015                  | Tchad (17 juin) Cameroun : Extrême-Nord (15 juillet), Est (24 juillet), Littoral (24 juillet) Tadjikistan (27 août) Sénégal (17 novembre)[réf. souhaitée] |
| 2016                  | Bulgarie : Pazardjik (27 avril), Stara Zagora (28 avril), Sliven (26 mai), Bourgas (1er juin), [national] (30 septembre) Tessin (1er juillet)             |
| 2017                  | Maroc (janvier, interdiction de la fabrication et de la vente) Autriche (1er octobre)                                                                     |
| 2018                  | Danemark (1er août) |
| 2020                  | Yverdon-Les-Bains (28 février) |
| 2021                  | Suisse (7 mars) |
| 2023                  | Ouzbékistan (2 novembre) |
| 2025                  | Kirghizistan (1er février) |

## Amériques

### Québec (Canada)
Le 18 octobre 2017, l'Assemblée nationale du Québec adopte la Loi 62 qui interdit aux fonctionnaires et aux usagers le port de vêtements dissimulant le visage au moment de l'octroi et de la réception de services publics.

## Afrique

### Cameroun
À la suite du double attentat-suicide de Fotokol, le 12 juillet 2015, la Région de l'Extrême-Nord ; une semaine après, les régions de l'Est ainsi que du Littoral interdirent la fabrication, la vente ainsi que le port de la burqa.

### Maroc
Début janvier 2016, le Ministère marocain de l'intérieur diffuse à ses agents une circulaire enjoignant de ne plus autoriser la fabrication et la commercialisation de la burqa dans plusieurs villes du pays. Selon la presse marocaine, cette décision serait motivée par des raisons de sécurité.

### Sénégal
Face à la menace de Boko Haram et aux menaces terroristes sur son territoire, le port de la burqa est interdit le 17 novembre 2015 au Sénégal.

### Tchad
À la suite de l'attentat de N'Djaména le 15 juin 2015 ayant fait 33 morts dans la capitale, le gouvernement tchadien annonce le 17 juin 2015 l'interdiction du port de la burqa sur son territoire pour des raisons de sécurité,.

## Asie

### Afghanistan

Femmes portant des burqas de différents coloris Afghanistan (1975).

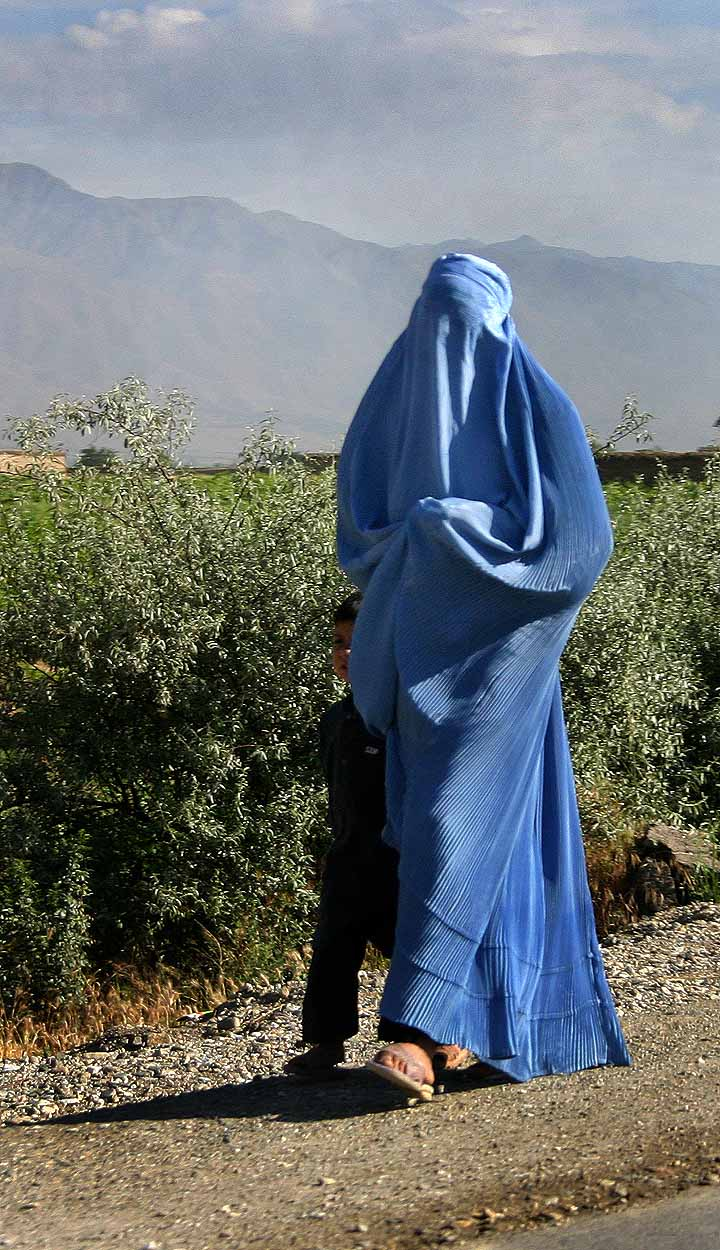
Afghane portant une burqa (2005).

La burqa contemporaine tient son origine du tchadri, un vêtement traditionnel des tribus pachtounes en Afghanistan, couvrant la tête et le corps de la femme et arborant un grillage devant ses yeux. Bien souvent, on le retrouve bleu, blanc, marron ou vert, selon la tradition locale.
Alors que rarement porté de manière civile préalablement au régime taliban, sa tenue devient obligatoire en public lors de l’ascension talibane au pouvoir afghan, en 1996. Bien qu’officiellement, depuis la fin du régime taliban en 2001, il ne soit plus exigé des femmes de se vêtir du tchadri, son port s’avère encore bien répandu, renforcé par la forte présence locale de groupes armés talibans. Ainsi, plusieurs Afghanes ressentent le besoin de le porter pour des raisons de sécurité personnelle et familiale.
Perçu comme un fort symbole du système répressif taliban, particulièrement à l’endroit des femmes afghanes, la burqa rappelle l’importance accordée à la pratique du purdah, interdisant aux hommes de voir les femmes et menant à une ségrégation sexiste. Ainsi, l’imposition de la burqa aux Afghanes par les Talibans est une nécessité, selon leurs dires, comme « le visage d’une femme est une source de corruption » pour les hommes avec qui elle ne possède pas de lien de parenté. Ceci dévoile un désir de contrôle patriarcal de la sexualité féminine comme la burqa permet d’assurer, du moins de manière visible et publique, la virginité avant le mariage ainsi que la fidélité pendant le mariage des femmes. De la sorte, la burqa implique et règlemente au sein du discours public la pudeur de la femme et son dévouement absolu à son partenaire. Le chroniqueur polémiste du magazine Marianne, Elie Arié, en vient même à affirmer que la promotion de la burqa telle que faite par les Talibans prône l’inexpérience sexuelle et nie le plaisir sexuel féminin, alors qu’une certaine tolérance est accordée à la conduite sexuelle masculine.
Partiellement associé au concept musulman du Namus, lié aux idéaux d’honneur et de vertu, le port de la burqa en Afghanistan se révèle être un outil genré, imposant la soumission de la femme à l’homme. L’enfermement de la femme est d’ailleurs renforcé par le climat de tension qui règne dans le pays, les talibans et autres groupes radicaux étant toujours présents en territoires locaux, et la crainte des conséquences à venir si la norme du port de la burqa est ignorée.
Toutefois, des groupes de revendications des droits des femmes en Afghanistan, composés à la fois d’hommes et de femmes, dénoncent de plus en plus les traitements injustes que les Afghanes subissent, notamment le port de la burqa. Le 5 mars 2015, à quelques jours de la Journée internationale des femmes, des Afghans ont déambulé dans les rues de Kaboul, vêtus de burqas, afin de démontrer leur désaccord avec cette pratique et leur support et solidarité aux femmes du pays.

### Sri Lanka
En 2019, à la suite des attentats du 21 avril 2019 au Sri Lanka tous les vêtements dissimulant le visage sont désormais interdits.

### Tadjikistan
Pour lutter contre l'islam radical, le Tadjikistan a interdit le port de la burqa, le hidjab et le niqab, vêtements « ne faisant pas partie de l'habillement traditionnel tadjik ».

## Europe

### Autriche
Le port de la burka sur la place publique est interdit depuis le 1er octobre 2017, les infractions à la loi sont condamnées de 150 euros d'amende.

### Allemagne
Le 27 avril 2017, les députés allemands adoptent une loi interdisant partiellement le port du voile intégral, notamment pour les fonctionnaires (les agents publics doivent avoir le visage totalement découvert dans le cadre de leurs fonctions).

### Belgique
Le port de la burqa (ou du niqab) dans les lieux publics est interdit, du moins théoriquement, dans de nombreuses communes belges, par des règlements de police locale (zonale). Une proposition de loi dans ce sens déposée le 21 février 2005 à la Chambre des représentants par François-Xavier de Donnea (député du Mouvement réformateur, droite) n'a pas recueilli l'approbation de cette assemblée.
Les conseils d'au moins deux zones de police locale, Bruxelles-Ouest (regroupant les communes de Berchem-Sainte-Agathe, Ganshoren, Koekelberg, Jette, Molenbeek) et Maaseik, ont adopté des règlements généraux de police interdisant à quiconque de « se présenter dans l'espace public masqué ou déguisé », sauf autorisation expresse du bourgmestre. Quiconque enfreint ce règlement à Bruxelles-Ouest « sera puni d'une amende administrative de 150 €, ». En mai 2008, une étude universitaire a révélé que 33 procès-verbaux avaient déjà été dressés dans des zones de police bruxelloises pour cette infraction, 21 à Molenbeek, 3 à Koekelberg, 2 à Saint-Gilles et 1 à Bruxelles.
Dans les autres zones de police, les règlements généraux maintiennent en vigueur des articles disposant par exemple que « hors le temps du carnaval, nul ne peut se montrer masqué ou travesti dans les rues » ou que « sans autorisation de l’autorité compétente, il est interdit sur le domaine public de se dissimuler le visage par des grimages, le port d'un masque ou tout autre moyen, à l'exception du temps du carnaval », qui laissent théoriquement la possibilité de verbaliser pour le port du niqab ou de la burqa.
Le 29 avril 2010, la Chambre des Représentants (députés) a adopté à l'unanimité moins deux abstentions la proposition de loi de Daniel Bacquelaine du Mouvement Réformateur (droite libérale) visant à interdire le port de tout vêtement cachant totalement ou de manière principale le visage,. Toutefois, la dissolution anticipée du Parlement a eu pour conséquence que cette proposition doit à nouveau effectuer tout le parcours législatif.
Le 26 janvier 2011, un jugement du tribunal de police de Bruxelles a donné raison à une femme verbalisée à deux reprises dans le cadre du règlement général de police de la commune d'Etterbeek, estimant dans des attendus de 8 pages que la commune « ne démontre pas qu’une restriction d’une telle ampleur était nécessaire pour assurer la sécurité… Il existe de nombreuses autres situations dans lesquelles des personnes peuvent être amenées à dissimuler leur visage… Que l’on songe notamment aux grands froids récents qui ont amené nombre de citoyens à dissimuler jusqu’à leur nez sous des cagoules et autres écharpes montantes sans être inquiétés. » Le bourgmestre d'Etterbeek, Vincent De Wolf (Mouvement réformateur) a annoncé que la commune envisage d'aller en cassation contre ce jugement.
Le 28 avril 2011, la proposition de loi a été re-déposée et re-votée par le parlement en affaires courantes. Bien que cette proposition de loi a suscité des réactions, elle a été adoptée et est entrée en vigueur le 23 juillet 2011. En décembre 2012, la Cour constitutionnelle rejette les recours contre la loi du 1er juin 2011.
Un premier constat est dressé en 2016 et présente 60 procès-verbaux pour « dissimulation du visage dans un lieu public » depuis l’entrée en vigueur en 2011 de la loi : 13 en 2012, 16 en 2013, 25 en 2014 et 8 pour le premier semestre de 2015.

### Bulgarie
Pour la première fois dans le pays, face à l'expansion du nombre de femmes portant la burqa dans la cité et à la montée du salafisme, le conseil municipal de la commune de Pazardjik décrète le 27 avril 2016, par 39 voix contre 2, « l'interdiction de "port dans les lieux publics de vêtements et accessoires couvrant le visage et empêchant son identification", sous peine d'une amende allant de 300 à 1000 leva (150 à 500 euros) ». La commune est très rapidement suivie par celles de Stara Zagora (décision du 28 avril 2016),, Sliven (décision du 26 mai 2016) et Bourgas (décision du 1er juin 2016).
Le 15 juin 2016, l'Assemblée Nationale adopte en première lecture, par 108 voix contre 8 une proposition de loi déposée par le Front patriotique visant à interdire le port du voile intégral dans l'espace public,, cette loi étant définitivement adoptée le 30 septembre 2016.

### Danemark
Le 31 mai 2018, le parlement de Danemark adopte une loi interdisant partiellement le port du voile intégral,.

### Estonie
Le 26 novembre 2015, le Ministre de la Justice Urmas Reinsalu annonce son intention de déposer un projet de loi visant à interdire le port de la burqa en Estonie, suscitant les critiques du centre islamique de Tallinn.

### France
La France découvre les mœurs afghanes et notamment la burqa dans les années 1980 à l'occasion de la Guerre d'Afghanistan, largement médiatisée, et qui oppose de 1979 à 1989 l'Armée Rouge de l'URSS aux moudjahidines, soutenus par les occidentaux. 
À l'époque, selon Denis Souchon du Monde diplomatique, certains médias français atlantistes soucieux de donner une image positive de la rébellion afghane s'essaient à des portraits paradoxalement positifs ou en tout cas nuancés et relativistes de cette tradition (en réalité extrêmement récente) vue comme pittoresque et exotique. Cette image va se retrouver symétriquement inversée après le 11 septembre 2001. 
La burqa proprement dite est un vêtement essentiellement pakistanais et afghan, et sa présence en France est liée à celle, rare, de femmes issues de cette culture. Cependant, le succès du terme va lui faire souvent englober, dans les médias, toutes les déclinaisons du voile intégral (en particulier le niqab popularisé par les salafistes arabes) et parfois du hidjab islamique en général. 
Une note de la sous-direction de l'information générale du ministère de l'Intérieur, révélée par Le Monde en juillet 2009, mentionne un décompte de 367 femmes portant la Burqa en France, chiffre que le ministère a qualifié de « première approche rapide qui sera suivie d'une étude plus approfondie ». Le Figaro évoque en septembre 2009 un rapport confidentiel de la sous-direction de l'information générale, rédigé durant l'été 2009, qui aurait évalué leur nombre à moins de 2 000 à partir d'informations sur les lieux de culte salafistes.  
Pour répondre à cet état de fait, la France a adopté la loi du 11 octobre 2010 interdisant la dissimulation du visage dans l'espace public. 
La Cour européenne des droits de l'homme est saisie « le jour de l'entrée en vigueur de la loi par une jeune femme (...) adepte aussi bien de la burqa - qui cache entièrement le corps - que du niqab - qui couvre le visage pour n'en montrer que les yeux. ».
« Dans un arrêt définitif, la Cour européenne des droits de l'homme (CEDH) a jugé mardi [premier juillet 2014] “légitime” l'interdiction du voile intégral en France. » « Elle a ainsi jugé que la loi votée fin 2010 n'était pas contraire à la Convention européenne des droits de l'homme. » La jeune femme en question était en désaccord avec la loi en question et pensait qu'elle atteignait à la liberté de culte. « Elle estimait aussi, selon ses avocats, « dégradant » d'être forcée à se dévoiler dans des lieux publics. Si la CEDH se dit “consciente que l'interdiction contestée pèse essentiellement sur une partie des femmes musulmanes, elle relève […] qu'elle n'est pas explicitement fondée sur la connotation religieuse des vêtements, mais sur le fait qu'ils dissimulent le visage”. »
D'autres formes de voile semblent plus utilisées.
La controverse se situe plutôt sur la question du voile intégral par rapport au hidjab, qui subit cependant aussi des restrictions dans les établissements scolaires, notamment, pour lesquels a été promulguée la loi sur les signes religieux dans les écoles publiques françaises.

### Italie
La législation antiterroriste italienne, qui date des années 1970, interdit le port de vêtements couvrant le visage. Cependant, son application aux voiles islamiques n'est pratiquement pas admise, comme le prouve l'anecdote suivante. Le maire de Drezzo, petite commune du nord de l'Italie, a interdit la burqa en s'appuyant entre autres sur un décret royal de 1931 adopté sous l'ère fasciste et interdisant de circuler masqué dans les lieux publics. Sabrina Varroni, habitante de Drezzo convertie à l'islam et mariée à un Marocain, portait la burqa depuis son pèlerinage à la Mecque ; elle a bravé l'interdiction du maire qui est membre de la Ligue du Nord, ce qui a valu à Varroni deux amendes pour « violation continue et répétée de la loi ». Elle estime que ses droits constitutionnels sont violés car la burqa est non pas le masque interdit par le décret de 1931 mais une « manifestation religieuse ». Le préfet de Côme lui a donné raison en invalidant l'arrêté municipal.

### Lettonie
Le 18 janvier 2016, le Ministre letton de la Justice Dzintars Rasnačs, annonce pour des raisons de sécurité et pour protéger l'espace public, qu'une loi interdisant le port de la burqa entrera en vigueur rapidement. Il confirme sa prise de position le 21 avril 2016 et annonce que la Saeima sera rapidement amenée à adopter cette loi pour une entrée en vigueur le 1er janvier 2017.

### Luxembourg
Comme en Belgique, les règlements généraux de police du Luxembourg, qui ressortissent à la compétence communale, mentionnent une interdiction générale pouvant théoriquement être appliquée au port du niqab ou de la burqa, par exemple : « Hors le temps de carnaval il est interdit à toute personne de paraître masquée dans les rues, places et lieux publics, sauf autorisation du bourgmestre. »

### Pays-Bas
On recense une tentative de port de la burqa à l'école aux Pays-Bas. La tenue a été refusée en avançant comme explication que l'éducation scolaire nécessite une communication parfois non verbale (par les expressions du visage) impossible à travers une burqa.
Le gouvernement néerlandais a annoncé le 17 novembre 2006 l'adoption d'une loi prohibant dans les lieux publics la burqa et des autres formes de voile islamique cachant le visage « compte tenu des problèmes touchant à l'ordre public, à la sécurité et à la protection des personnes ». Cette annonce fait suite à l'approbation en décembre 2005 d'une proposition de Geert Wilders, un homme politique critiquant l'islam, consistant à interdire le port du voile intégral. Alors que la législation néerlandaise restreignait déjà le port de la burqa et des autres voiles masquant tout le visage dans les transports publics et dans les écoles du pays, la CMO (Contactorgaan Moslims en de Overheid, Organe de contact entre les musulmans et les autorités), principale organisation musulmane du pays, évoque une « réaction disproportionnée à un problème marginal » concernant peu de personnes et stigmatisant toute la communauté musulmane.
Le 27 novembre 2015, le conseil des ministres adopte un nouveau projet de loi interdisant le port de la burqa. Ce projet de loi attend l'approbation des deux chambres du Parlement.

### Royaume-Uni
Le port du niqab n'est pas soumis à restriction. L'ancien ministre Jack Straw s'est dit personnellement opposé au port public du voile intégral sans toutefois vouloir légiférer sur le sujet.

### Slovénie
Le 23 novembre 2015, le Parti démocratique slovène a déposé un projet de loi visant à interdire le port de la burqa pour des raisons culturelles et de sécurité,. La communauté musulmane slovène n'a pas commenté ce projet de loi tandis que l'Église orthodoxe serbe a déclaré la soutenir. La majorité des députés de l'Assemblée nationale s'est déclaré en faveur de son vote.

### Suisse
En Suisse, le Parlement fédéral s'est prononcé en septembre 2012 contre l'interdiction du port de la burqa. Concernant le niqab, la législation cantonale s'applique.
Le 22 septembre 2013, les électeurs du canton du Tessin votent favorablement à 65,4 % lors d'une votation pour l'inscription dans la Constitution de l'interdiction de se dissimuler le visage dans les lieux publics. Le 23 novembre 2015, le Grand Conseil du canton du Tessin vote en faveur de l'interdiction de la burqa,. La mesure entre officiellement en vigueur le 1er juillet 2016.
Le 22 janvier 2016, le Conseil des États refuse d'étendre l'interdiction tessinoise du port de la burqa à toute la Suisse.
Le 15 septembre 2017 une initiative populaire fédérale nommée « Oui à l'interdiction de se dissimuler le visage » est déposée au gouvernement. Appelé à se prononcer sur ce sujet le 7 mars 2021, le peuple suisse adopte cette proposition par 51,2 % des voix exprimées.

#### Affaires du voile islamique
- « Rapport d'information déposé en application de l'article 145 du Règlement au nom de la mission d'information sur la pratique du port du voile intégral sur le territoire national, Assemblée nationale, treizième législature ; et présenté par MM. André Gerin et Éric Raoult, députés », Assemblée nationale, Paris, 2010, 658 p.  (ISBN 978-2-11-128198-1)
- « Le port de la burqa dans les lieux publics », Service des affaires européennes, Division des études de législation comparée, Sénat, Paris, 2009, 32 p.
- Omar Mazri et Zeinab Abdelaziz, La République et le voile : symboles et inversions, Fagr Center, Le Caire, 2010, 400 p.  (ISBN 977-17-8448-X)
- Wassyla Tamzali et Claude Ber, Burqa ?, éd. Chèvre-feuille étoilée, Montpellier, 2010, 234 p.  (ISBN 9782914467636)
- Viviane Teitelbaum, Quand l'Europe se voile (préface de Mohamed Sifaoui), Le Bord de l'eau, Latresne (Gironde), 2010, 125 p.
- (de) Sabine Berghahn et Petra Rostock (dir.), Der Stoff, aus dem Konflikte sind : Debatten um das Kopftuch in Deutschland, Österreich und der Schweiz, Transcript, Bielefeld, 2009, 522 p.  (ISBN 978-3-89942-959-6)
- (en) Bronwyn Winter, Hijab & the republic : uncovering the French headscarf debate, Syracuse university press, Syracuse (N.Y.), 2008, 419 p.  (ISBN 978-0-8156-3199-6)
- Maryam Borghée, Voile intégral en France : Sociologie d'un paradoxe, Michalon Éditeur, 2012. (978-2-84186-658-8)

### Filmographie
- Ce que le voile dévoile. Enquête sur le voile intégral, film documentaire de Négar Zoka, France, 2010, 52 min
- Sous la burqa, film documentaire d'Agnès De Féo, France, 2010, 52 min

#### Types de voile
- Cobijada
- Frumka
- Niqab
- Sefseri
- Haïk
- Sitar
- Tchadri
- Tchador
- Burkini